# Ángel Algobia
Ángel Algobia Esteves (Velilla de San Antonio, 23 giugno 1999) è un calciatore spagnolo, centrocampista dell'AVS.

## Carriera
Cresciuto nel settore giovanile del Rayo Vallecano, dal 2018 al 2020 ha totalizzato 63 presenze e 2 reti con la squadra riserve dei Rayos, non riuscendo comunque ad esordire in prima squadra. Nel 2020 è stato acquistato dal Getafe, che lo ha aggregato alla propria squadra riserve. Il 30 novembre 2021 ha esordito in prima squadra, in occasione dell'incontro di Coppa del Re vinto per 5-1 in casa del Mollerussa. L'anno successivo è stato promosso in prima squadra e l'11 settembre 2022 ha debuttato in Primera División, disputando l'incontro vinto 2-1 contro la Real Sociedad.

## Statistiche

### Presenze e reti nei club
Statistiche aggiornate al 2 giugno 2024.
| Stagione                | Squadra                 | Campionato              | Campionato | Campionato | Coppe nazionali | Coppe nazionali | Coppe nazionali | Coppe continentali | Coppe continentali | Coppe continentali | Altre coppe | Altre coppe | Altre coppe | Totale | Totale |
| Stagione                | Squadra                 | Comp                    | Pres       | Reti       | Comp            | Pres            | Reti            | Comp               | Pres               | Reti               | Comp        | Pres        | Reti        | Pres   | Reti   |
| ----------------------- | ----------------------- | ----------------------- | ---------- | ---------- | --------------- | --------------- | --------------- | ------------------ | ------------------ | ------------------ | ----------- | ----------- | ----------- | ------ | ------ |
| 2018-2019               | Rayo Vallecano B        | TD                      | 37         | 2          |                 | -               | -               |                    | -                  | -                  |             | -           | -           | 37     | 2      |
| 2019-2020               | Rayo Vallecano B        | TD                      | 26         | 0          |                 | -               | -               |                    | -                  | -                  |             | -           | -           | 26     | 0      |
| Totale Rayo Vallecano B | Totale Rayo Vallecano B | Totale Rayo Vallecano B | 63         | 2          |                 | -               | -               |                    | -                  | -                  |             | -           | -           | 63     | 2      |
| 2020-2021               | Getafe B                | SDB                     | 24         | 1          |                 | -               | -               |                    | -                  | -                  |             | -           | -           | 24     | 1      |
| 2021-2022               | Getafe B                | TDR                     | 34         | 2          |                 | -               | -               |                    | -                  | -                  |             | -           | -           | 34     | 2      |
| Totale Getafe B         | Totale Getafe B         | Totale Getafe B         | 58         | 3          |                 | -               | -               |                    | -                  | -                  |             | -           | -           | 58     | 3      |
| 2021-2022               | Getafe                  | PD                      | 0          | 0          | CR              | 1               | 0               |                    | -                  | -                  |             | -           | -           | 1      | 0      |
| 2022-2023               | Getafe                  | PD                      | 26         | 0          | CR              | 3               | 0               |                    | -                  | -                  |             | -           | -           | 29     | 0      |
| Totale Getafe           | Totale Getafe           | Totale Getafe           | 26         | 0          |                 | 4               | 0               |                    | -                  | -                  |             | -           | -           | 30     | 0      |
| 2023-2024               | Levante                 | SD                      | 21         | 1          | CR              | 1               | 0               |                    | -                  | -                  |             | -           |             | 22     | 1      |
| Totale carriera         | Totale carriera         | Totale carriera         | 147        | 5          |                 | 4               | 0               |                    | -                  | -                  |             | -           | -           | 173    | 6      |

## Palmarès

### Club

#### Competizioni nazionali
- Segunda División: 1

Levante: 2024-2025